# دانشگاه علم و صنعت نانجینگ
دانشگاه علم و صنعت نانجینگ (انگلیسی: Nanjing University of Science and Technology) دانشگاه دولتی مستقر در شهر نانجینگ، چین است، که در سال ۱۹۵۳ تأسیس شد.